# Liz Cruz
Pour les articles homonymes, voir Cruz.
Le Dr. Elizabeth Cruz, surnommée Liz, ex Troy, est un personnage fictif de la série télévisée Nip/Tuck, interprété par Roma Maffia. 

## Description
Liz Cruz est l'anesthésiste en chef de la clinique de chirurgie plastique McNamara/Troy, bien qu'elle soit généralement opposée aux raisons qui poussent les clients à se faire opérer pour embellir leur apparence. Elle est souvent la voix de la raison et de la sagesse dans la clinique, ainsi qu'une femme volontaire et empathique. Au cours de nombreuses opérations chirurgicales, elle critique l'idée de ce type de chirurgie qu'ils pratiquent et à qui. À un moment donné, elle est même interrogée par le détective Kit McGraw sur ce que c'est pour elle d'être une personne avec une telle morale dans l'entreprise dans laquelle elle travaille. Elle est ouvertement lesbienne. 
D'abord absente du générique dans la première saison (et pourtant bien présente), elle prend petit à petit de l'importance dans la série. Elle est le souffre-douleur du chirurgien Christian Troy, qui la fustige de méchancetés, mais celle-ci sait lui rendre ses coups.
On remarque que le « couple » Christian-Liz a de bons moments. Dans la deuxième saison, notamment, il accepte de lui donner sa semence pour qu'elle fasse un enfant, avant de changer d'avis et de renoncer. Ils se marient à la fin de la saison 5 et divorcent au début de la sixième saison. Ils se réconcilient en tant qu'amis et Liz devient associée de la clinique lorsqu'au même moment Sean McNamara abandonne le métier de chirurgien plasticien. Avant son départ, ce dernier avait accepté de lui faire un don de sperme pour qu'elle puisse réaliser une PMA et avoir un enfant.